# Give It to Me (Sistar)
Give It to Me è il secondo album discografico del gruppo musicale sudcoreano Sistar, pubblicato nel 2013 dall'etichetta discografica Starship Entertainment insieme a LOEN Entertainment.

## Il disco
Il 16 maggio 2013, la Starship Entertainment confermò il ritorno delle SISTAR per metà giugno. Il 2 giugno la compagnia rivelò la pubblicazione del secondo album del gruppo, avvenuta poi l'11 giugno. Il 3 giugno vennero pubblicate delle fotografie con Bora, mentre il giorno successivo una con tutti quattro i membri e fu rivelata l'ambientazione, simile al Moulin Rouge, del video musicale. Il teaser fu pubblicato il 6 giugno. Le promozioni per l'album iniziarono il 13 giugno 2013. Assieme alla title track, furono scelti anche i brani "Hey You" e "Miss Sistar" per far parte delle loro performance. Il pezzo Give It to Me, a meno di due ore dalla sua uscita, raggiunse la vetta di classifiche musicali come Melon, Mnet, Olleh Music, Bugs, Soribada, Monkey3, Naver Music, Cyworld Music, e Daum Music, facendo ottenere al gruppo un all-kill e vari premi nei programmi M! Countdown, Music Bank, Show! Music Core, Inkigayo e Show Champion. Anche "The Way You Make Me Melt" e "Bad Boy", due dei brani contenuti nell'album, rimasero tra i primi posti in classifica.

## Tracce
1. Miss Sistar (feat. Duble Sidekick, Joohun) – 1:18 (Duble Sidekick)
2. Give It to Me – 3:22 (Duble Sidekick)
3. The Way You Make Me Melt (넌 너무 야해) (feat. Geeks) – 3:37 (Duble Sidekick)
4. Bad Boy (바빠) – 3:33 (testo: Rhymer, Gwit bat – musica: Gwit bat, MasterKey)
5. Summer Time – 3:34 (Rovin, Jo Sung Hwak)
6. A Week (일주일) – 3:37 (testo: Duble Sidekick, David Kim – musica: Duble Sidekick, Glory Face)
7. Crying – 3:24 (testo: Hyolyn, Hyo Sung Jin – musica: Hyo Sung Jin)
8. Hey You – 3:11 (testo: Duble Sidekick, David Kim – musica: Duble Sidekick, Ichiro Suezawa)
9. If U Want – 3:37 (testo: Rhymer, Assbrass, Choi Hwa Young – musica: Assbrass, Choi Hwa Young)
10. Up and Down (핑글핑글) – 3:24 (testo: Min Yeon Jae – musica: Tarmo Keranen, Amy Pearson)
11. Give It to Me (Inst.) – 3:22 (Duble Sidekick)

## Formazione
- Bora – rapper
- Hyolyn – voce, rapper
- Soyou – voce
- Dasom – voce

## Classifiche

### Classifiche settimanali
| Classifica (2013) | Posizione massima |
| ----------------- | ----------------- |
| Corea del Sud     | 5                 |

### Classifiche di fine anno
| Classifica (2013) | Posizione |
| ----------------- | --------- |
| Corea del Sud     | 69        |